# VirtNet Runner - Il giocatore
VirtNet Runner - Il giocatore (The Eye of Minds) è un romanzo fantascientifico per ragazzi del 2013 dello scrittore statunitense James Dashner, primo capitolo della serie The Mortality Doctrine, formata da tre romanzi. La storia è ambientata in un mondo di tecnologia ultra-avanzata, cyberterrorismo e giochi virtuali.

## Trama
Michael è un giocatore. Come quasi tutti i giocatori, passa più tempo su VirtNet che nel mondo reale. VirtNet offre una full immersion di mente e corpo. E crea dipendenza.
Grazie alle nuove tecnologie, chiunque abbia abbastanza soldi può provare mondi fantasy, rischiare la vita senza arrivare però alla morte, oppure più semplicemente stare in giro con gli amici virtuali del VirtNet.
E più sei un abile hacker, più divertente è il gioco. Perché infatti seguire le regole se la maggior parte sono stupide?
Ma diverse regole sono state fatte per un motivo ben preciso.
Certi tipi di tecnologia sono troppo pericolosi per tentare di aggirarli, e rapporti concreti riportano che un giocatore è andato oltre i limiti: ha bloccato degli ostaggi all'interno del VirtNet.
Gli effetti sono devastanti, gli ostaggi sono stati tutti dichiarati cerebralmente morti. E le motivazioni del giocatore rimangono un mistero.
Il governo sa che per catturare un hacker ha bisogno di un altro hacker, e sta osservando Michael. Lui deve entrare nella loro squadra, ne hanno la necessità.
Ma il rischio è enorme. Con questa impresa, Michael avrà bisogno di uscire dalla griglia del VirtNet. Ci sono più vicoli e angoli nel sistema di quanto gli occhi umani abbiano mai visto. E tanti predatori che non si possono nemmeno controllare. E infine c'è la possibilità che il confine tra gioco e realtà si perda per sempre.

## Personaggi
- Michael: protagonista del libro, il "giocatore" e hacker del VirtNet.
- Sarah: amica di Michael e hacker del VirtNet.
- Bryson: amico di Michael e hacker del VirtNet.
- Kaine: principale antagonista. Anche se inizialmente i protagonisti credono che si tratti di un altro giocatore, un programmatore con doti straordinarie, in seguito si rivelerà essere un Tangente le cui intenzioni sono quelle di diventare umano.

## Sequel e prequel
Esistono due seguiti: VirtNet Runner - Il programma (The Rule of Thoughts), pubblicato il 26 agosto 2014, e uscito nell'autunno 2015 per Fanucci in Italia, e VirtNet Runner - Il Gioco della Vita (The Game of Lives), pubblicato il 25 agosto 2015, e uscito nel maggio 2016 in Italia per Fanucci.
Esiste anche un piccolo prequel (disponibile solo in e-book e della lunghezza di 52 pagine, per ora solo in lingua originale) dal titolo Gunner Skale, pubblicato il 1º gennaio 2014.

## Edizioni
- James Dashner, The Eye of Minds (The Mortality Doctrine), 2013
- James Dashner, VirtNet Runner - Il giocatore, Narrativa, Fanucci Editore, 2015